# Evelina Haverfield

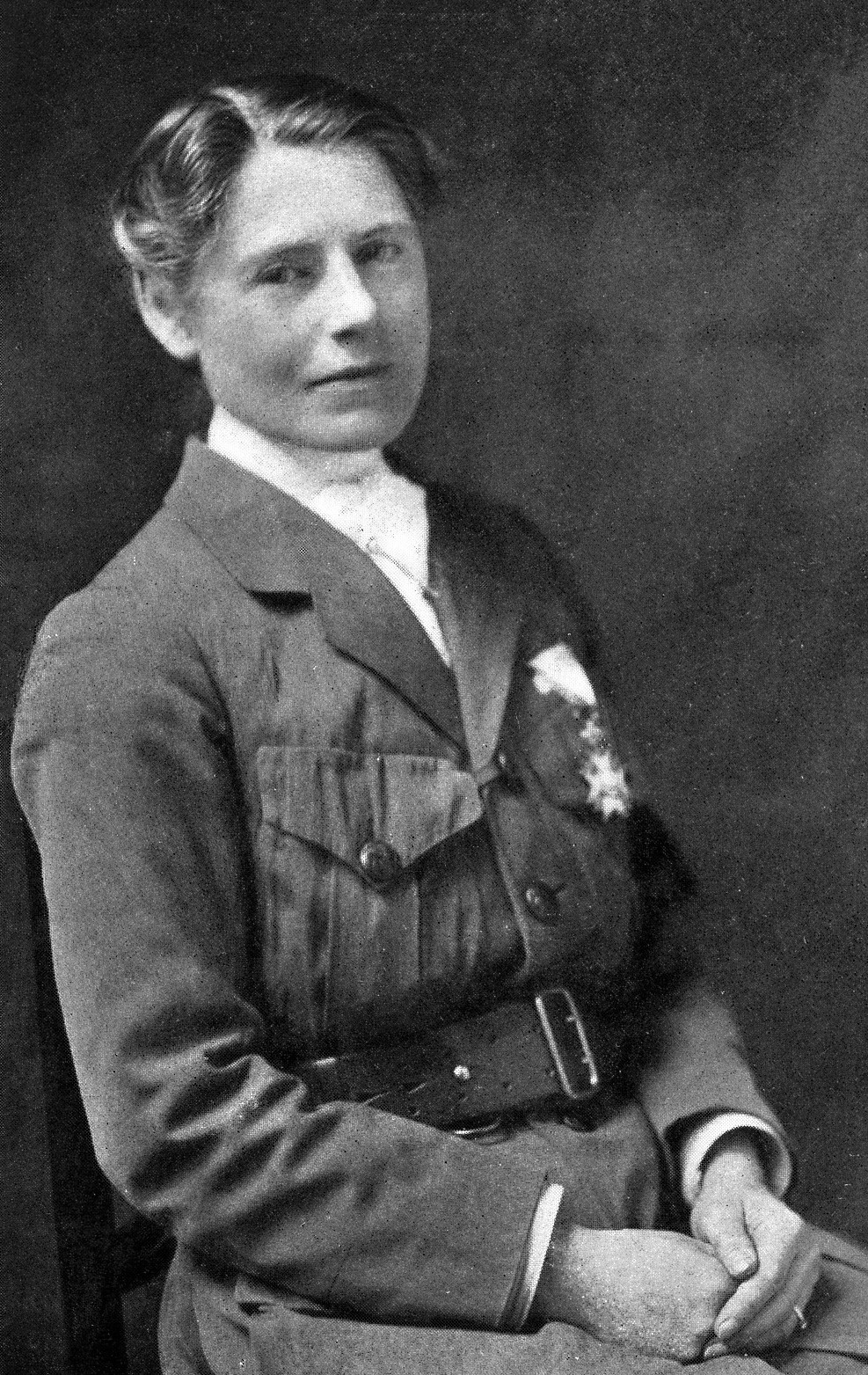
Evelina Haverfield

Evelina Haverfield (* 9. August 1867 in Inverlochy Castle, Schottland; † 21. März 1920 in Bajina Bašta, Serbien) war eine britische Suffragette und Hilfswerkarbeiterin. Anfang des 20. Jahrhunderts engagierte sie sich für die Frauenrechtsbewegung und war in Emmeline Pankhursts radikaler Organisation Women’s Social and Political Union involviert. Während des Ersten Weltkriegs arbeitete sie im Königreich Serbien als Krankenschwester.

## Frühes Leben
Haverfield wurde 1867 als Evelina Scarlett in Inverlochy Castle, Kingussie, in Schottland geboren. Sie war die dritte Tochter von William Scarlett, 3. Baron Abinger, und dessen Frau Helen, die die Tochter eines Kommodore der United States Navy war. Ihre Kindheit verbrachte sie teilweise in London, teilweise auf dem Landsitz der Familie in Schottland. Von 1880 an ging sie in Düsseldorf zur Schule. Im Alter von 19 Jahren heiratete sie in Kensington, London, am 10. Februar 1887 den 39 Jahre alten Major der Royal Artillery Henry Haverfield. Das Paar lebte in Dorset. Aus der Ehe gingen die beiden Söhne John und Brook hervor. Brook wanderte später nach Kanada aus, John fiel 1915 im Ersten Weltkrieg. Henry Haverfield starb nach achtjähriger Ehe.
Haverfield führte einen damals für Frauen unüblichen Lebensstil, so fuhr sie unter anderem Fahrrad. Nach vier Jahren im Witwenstand heiratete sie 1899 einen anderen Artilleriemajor, John Balguy, einen Freund ihres verstorbenen Mannes. Die Zeremonie fand in Caundle Marsh, einem Weiler in Dorset, statt. Einen Monat nach der Hochzeit nahm Evelina den Namen ihres ersten Mannes wieder an und wohnte weiterhin in ihrem Haus in Sherborne. Während des Zweiten Burenkrieges reiste sie zur Unterstützung ihres Mannes, der dort stationiert war, nach Südafrika. Sie genoss die Involvierung in das Militär und nahm an einer Schießausbildung teil. In den zwei Jahren, die sie dort verbrachte, initiierte sie ein Versorgungslager für verletzte Pferde, deren Schicksal das Zugrundegehen auf dem Schlachtfeld gewesen wäre.

## Kampf um das Frauenwahlrecht
Haverfield begann, Interesse für Politik zu zeigen, und reihte sich zunächst in die gemäßigten Gruppierungen ein, die für das Frauenwahlrecht eintraten. Nach der Teilnahme an einer Demonstration an der Royal Albert Hall im Jahr 1908 begann sie, die militanteren Suffragetten zu unterstützen, und wurde Mitglied der Women’s Social and Political Union (WSPU). Sie nahm an zahlreichen Protesten teil und wurde mehrfach wegen Ruhestörung und Angriffen von der Polizei verhaftet.
1909 nahm Haverfield am Bill of Rights March teil, bei dem Mitglieder der von Emmeline Pankhurst geführten WSPU versuchten, in das House of Commons einzudringen. Sie wurden von der Polizei aufgehalten und mehr als 100 Frauen wurden festgenommen, darunter Haverfield. Am 18. November 1910 wurde sie verhaftet, nachdem sie einen Polizisten auf den Mund geschlagen hatte. In der Anklage hieß es, dass sie gesagt habe:„Es war nicht fest genug. Das nächste Mal werde ich einen Revolver mitbringen.“ 1911 war sie eine von rund 200 Frauen, die in London festgenommen wurden, weil sie während eines Protestmarsches Fenster einwarfen und Regierungsgebäude beschädigten. Haverfields Rolle in diesem Protestmarsch war es, den Kordon berittener Polizisten aus der Ordnung zu bringen.
Ab 1911 lebte sie mit Vera Holme zusammen.
Im April 1914 verließ sie die Hauptorganisation der WSPU und wurde bei Sylvia Pankhursts East London Federation of the WSPU aktiv.

## Erster Weltkrieg
Als der Erste Weltkrieg ausbrach, machte sich Haverfield Gedanken darüber, wie Frauen reagieren würden, wenn es zu einer Invasion des Vereinigten Königreiches kommen würde. 

### Women's Emergency Corps
Haverfield gründete 1914 den Frauennotdienst (Women’s Emergency Corps) zusammen mit der Schauspielerin Decima Moore und der Women's Social and Political Union, um das Vereinigte Königreich im Ersten Weltkrieg zu unterstützen. Das Corps bildete Ärztinnen, Krankenschwestern und Motorradkuriere aus und Mona Chalmers Watson wurde Sekretärin. Aus dem Corps ging später die Women's Volunteer Reserve hervor.

### Weitere Kriegszeit
1915 ging sie als Freiwillige für Scottish Women's Hospital ins Ausland und war bei Elsie Inglis in Serbien Krankenschwester. Nach dem deutschen Einmarsch war sie Anfang 1916 gezwungen, Serbien zu verlassen. Haverfield kehrte nach England zurück und vertrat den serbischen Standpunkt in Presseinterviews. Im August 1916 fuhr sie auf Inglis' Bitte hin in die Dobrudscha in Rumänien. Mit Flora Sandes gründete sie den Hon. Evelina Haverfield’s and Sert-Major Flora Sandes' Fund for Promoting Comforts for Serbian Soldiers and Prisoners und kehrte nach dem Waffenstillstand nach Serbien zurück. Dort leitete sie von September 1919 an ein Waisenhaus, bevor sie 1920 an einer Lungenentzündung starb. Sie wurde in Bajina Bašta beerdigt, wo eine Straße und 1929 eine Poliklinik nach ihr benannt wurden. Die serbische Regierung hat sie posthum mit dem Orden des Weißen Adlers ausgezeichnet.

## Belege
1. ↑  Bernard Burke, Charles Harry Clinton Pirie-Gordon: Genealogical and heraldic history of the landed gentry: founded by the late Sir Bernard Burke. 15. Auflage. Band 1. Shaw, 1937, S. 90 (englisch).
2. 1 2 3 4 5 6 7 8 9  Elizabeth Crawford: Haverfield, Evelina (1867–1920). In: Henry Colin Gray Matthew, Brian Harrison (Hrsg.): Oxford Dictionary of National Biography, from the earliest times to the year 2000 (ODNB).  Oxford University Press, Oxford 2004, ISBN 0-19-861411-X; doi:10.1093/ref:odnb/56235 (Lizenz erforderlich), Stand: Januar 2011.
3. 1 2 3 4 5 6 7 8 9  Elizabeth Crawford: The women’s suffrage movement: a reference guide, 1866-1928. Routledge, 2001, ISBN 0-415-23926-5, S. 279–280 (englisch, google.co.uk).
4. 1 2 3 4 5 6 7 8 9 10  Boyce Gaddes: The Life of Evelina Haverfield. FirstWorldWar.com, 22. August 2009, abgerufen am 23. Februar 2010 (englisch).
5. ↑   Women Smash London Windows, The New York Times, 22. November 1911. Abgerufen am 23. Februar 2010 (englisch).
6. ↑   Women's Emergency Corps In: Spartacus Educational. Abgerufen am 16. Mai 2017 (englisch).
7. ↑  London School of Economics and Political Science: The Suffrage Interviews. In: London School of Economics and Political Science. Abgerufen am 6. März 2025 (britisches Englisch).
8. ↑   A Great Loss, The Globe, 16. März 1920. Abgerufen am 23. Februar 2010 (englisch).
9. ↑  Bernard A. Cook: Women and war: a historical encyclopedia from antiquity to the present. Band 1. ABC-CLIO, 2006, ISBN 978-1-85109-770-8, Haverfield, Evelina (1867–1920), S. 277 (englisch, google.de).

| Personendaten    | Personendaten                            |
| ---------------- | ---------------------------------------- |
| NAME             | Haverfield, Evelina                      |
| ALTERNATIVNAMEN  | Scarlett, Evelina                        |
| KURZBESCHREIBUNG | britische Suffragette                    |
| GEBURTSDATUM     | 9. August 1867                           |
| GEBURTSORT       | Inverlochy Castle, Kingussie, Schottland |
| STERBEDATUM      | 21. März 1920                            |
| STERBEORT        | Bajina Bašta, Serbien                    |